# Eleotris perniger
Eleotris perniger är en fiskart som först beskrevs av Cope, 1871.  Eleotris perniger ingår i släktet Eleotris och familjen Eleotridae. Inga underarter finns listade i Catalogue of Life.